# 蒲缥镇
蒲缥镇，是中华人民共和国云南省保山市隆阳区下辖的一个镇。

## 行政区划
蒲缥镇下辖以下地区：
蒲缥村、王头寨村、双河村、杨三寨村、马家寨村、塘子沟村、山门口村、水井村、双桥村、马街村、石亩河村、罗板村、平沟村、冷水箐村、两眼井村、菖蒲塘村、黄泥村、茨菇塘村、大田村、桤木林村、红岩脚村、核桃村和秉塞村。